# Georges Conchon
Georges Conchon (* 9. Mai 1925 in Saint-Avit; † 29. Juli 1990 in Paris) war ein französischer Schriftsteller und Drehbuchautor.

## Leben
Conchon kam als Sohn eines Lehrers zur Welt. Er studierte Literatur und Philosophie und ging anschließend in die Politik. Er war von 1952 bis 1958 Dezernent der Vollversammlung der Union française und von 1960 bis 1980 Parlamentssekretär in Paris. Parallel dazu arbeitete er als Journalist und veröffentlichte im Alter von 28 Jahren seinen Debütroman Les grandes lessives. Mehrere Romane folgten. Für L’horizon. Les honneurs de la guerre wurde er 1956 mit dem Prix Fénéon ausgezeichnet und erhielt 1960 für La corrida de la victoire den Prix des Libraires. Im Jahr 1964 gewann er für Wilde Zustände (L’état sauvage) den renommierten Prix Goncourt. Häufig setzen sich seine Romane dabei mit aktuellen Themen wie Rassismus und Korruption auseinander.
Im Jahr 1967 war Conchon erstmals für den Film tätig. Er war an der Adaption seines eigenen Romans L’horizon. Les honneurs de la guerre beteiligt, der von Jacques Rouffio unter dem Titel L’horizon verfilmt wurde. Weitere Drehbücher folgten, darunter zu Luchino Viscontis Der Fremde (1967) nach dem gleichnamigen Roman von Albert Camus, Quartett Bestial, für den er 1976 eine César-Nominierung erhielt, und Sehnsucht nach Afrika, der 1977 den Oscar als Bester fremdsprachiger Film gewann. Zahlreiche Romane Conchons wurden verfilmt, darunter La corrida de la victoire, L’état sauvage, Le sucre, Judith Therpauve und La banquière.

## Werke
- 1953: Les grandes lessives
- 1954: Les chemins écartés
- 1955: L’horizon. Les honneurs de la guerre
- 1957: Tous comptes faits
- 1959: La corrida de la victoire
  - 1961: Die Asche des Sieges
- 1961: L’esbrouffe
- 1964: L’état sauvage
  - 1965: Wilde Zustände
- 1967: Le Canada
- 1967: L’apprenti gaucher
- 1967: L’Auvergne
- 1969: Nous la gauche devant Louis-Napoléon
- 1972: L’amour en face
- 1975: Sept morts sur ordonnance
- 1977: Le sucre
- 1978: Judith Therpauve
- 1980: La banquière
  - 1981: Die Bankpräsidentin
- 1983: Le bel avenir
- 1986: Mon beau-frère a tué ma sœur
- 1987: Colette Stern
- 1990: Lacenaire

## Filmografie
- 1967: L’horizon
- 1967: Der Fremde (Lo straniero)
- 1967: L’ami Fritz (TV)
- 1969: Asche des Sieges (TV)
- 1975: Quartett Bestial (7 morts sur ordonnance)
- 1975: Es regnet über Santiago (Il pleut sur Santiago)
- 1976: Sehnsucht nach Afrika (La victoire en chantant)
- 1978: Lautlose Angst (L’état sauvage)
- 1978: Die letzte Ausgabe (Judith Therpauve)
- 1978: Zucker, Zucker! (Le sucre)
- 1980: Die Bankiersfrau (La banquière)
- 1981: Eine Angelegenheit unter Männern (Une affaire d’hommes)
- 1985: Châteauvallon (TV-Serie, 26 Folgen)
- 1986: Mon beau-frère a tué ma sœur
- 1990: Lacenaire
- 1994: Radetzkymarsch (TV-Mehrteiler)

## Auszeichnungen (Auswahl)
- 1956: Prix Fénéon für L’horizon. Les honneurs de la guerre
- 1960: Prix des Libraires für La corrida de la victoire
- 1961: Prix des Volcans für L’esbrouffe
- 1964: Prix Goncourt für Wilde Zustände
- 1976: César-Nominierung, Bestes Drehbuch, für Quartett Bestial
- 1979: César-Nominierung, Bestes Drehbuch, für Zucker, Zucker!